# Saint-Julien-Vocance
Pour les articles homonymes, voir Saint-Julien et Vocance.
Saint-Julien-Vocance est une commune française, située dans le département de l'Ardèche en région Auvergne-Rhône-Alpes.

## Géographie

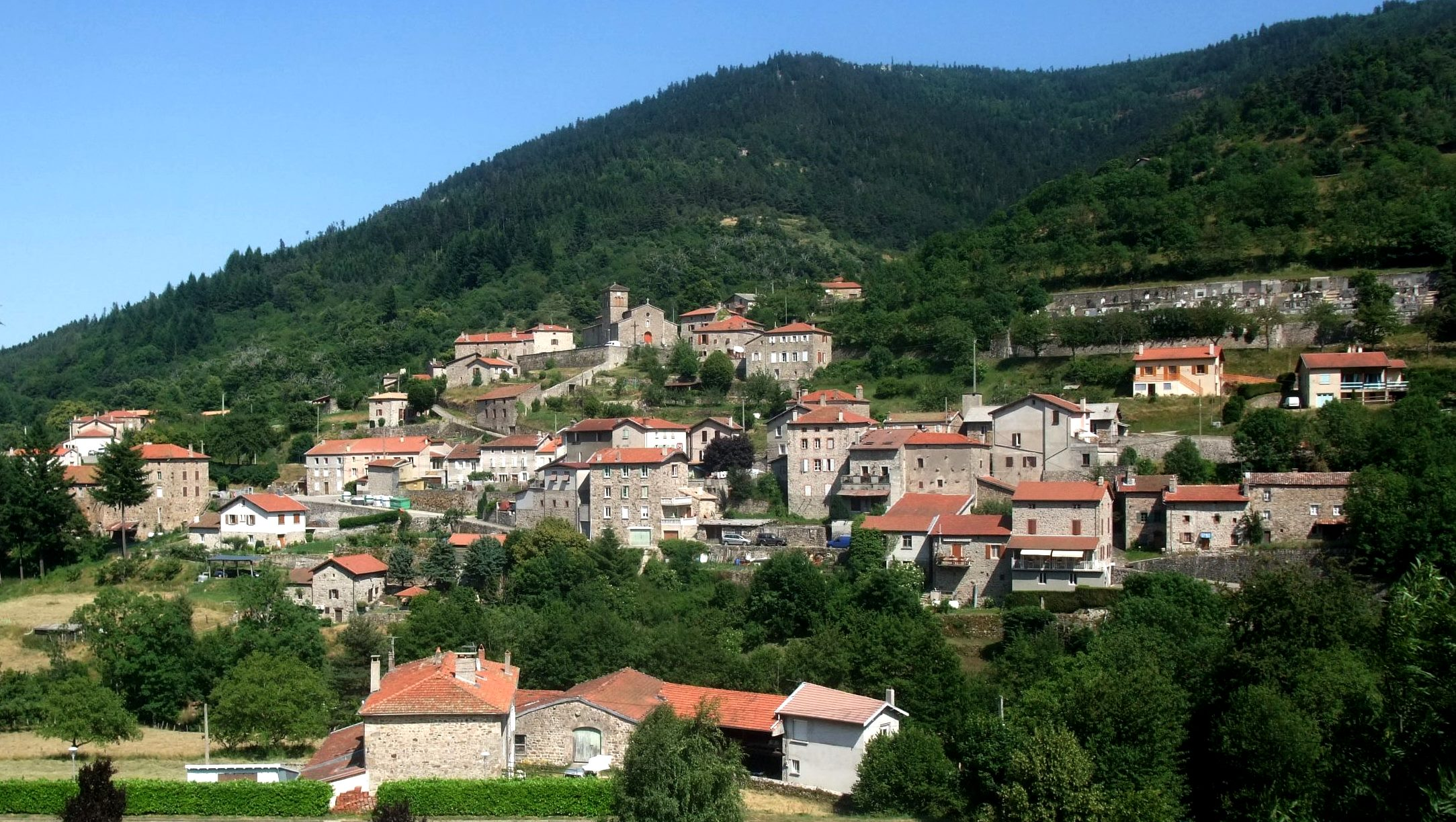
Le village principal est installé sur la pente exposée au nord, de part et d'autre de la route départementale.

Saint-Julien-Vocance s'étend sur un territoire assez vaste de 26 km2 qui en font une des communes les plus étendues d'Annonay Rhône Agglo. Elle est aussi pentue : depuis Vocance, on y entre à une altitude de 600 mètres. Mais ses autres limites dépassent les 1 000 mètres près du Chirat Blanc, près du col du Rouvey ou au col des Baraques et rejoignent les 1 387 mètres du Grand Felletin. En venant du Puy, Saint-Julien constitue une porte d'entrée dans Annonay Rhône Agglo. C'est aussi sur son territoire que la Cance prend sa source et s'en va arroser les autres communes sur 41 km jusqu'au Rhône.

### Communes limitrophes
Saint-Julien-Vocance est limitrophe de six communes, quatre situées dans le département de l'Ardèche et deux dans le département de la Haute-Loire. Elles sont réparties géographiquement de la manière suivante :

### Climat
Pour des articles plus généraux, voir Climat d'Auvergne-Rhône-Alpes et Climat de l'Ardèche.
En 2010, le climat de la commune est de type climat de montagne, selon une étude du CNRS s'appuyant sur une série de données couvrant la période 1971-2000. En 2020, Météo-France publie une typologie des climats de la France métropolitaine dans laquelle la commune est exposée à un climat de montagne ou de marges de montagne et est dans la région climatique Sud-est du Massif Central, caractérisée par une pluviométrie annuelle de 1 000 à 1 500 mm, minimale en été, maximale en automne.
Pour la période 1971-2000, la température annuelle moyenne est de 9,6 °C, avec une amplitude thermique annuelle de 16,7 °C. Le cumul annuel moyen de précipitations est de 1 002 mm, avec 9,5 jours de précipitations en janvier et 6,5 jours en juillet. Pour la période 1991-2020, la température moyenne annuelle observée sur la station météorologique de Météo-France la plus proche, sur la commune de Lalouvesc à 7 km à vol d'oiseau, est de 8,3 °C et le cumul annuel moyen de précipitations est de 1 064,8 mm,. Pour l'avenir, les paramètres climatiques de la commune estimés pour 2050 selon différents scénarios d'émission de gaz à effet de serre sont consultables sur un site dédié publié par Météo-France en novembre 2022.

### Hydrologie
Le territoire communal est traversé par la Cance, un affluent direct du Rhône en rive droite.

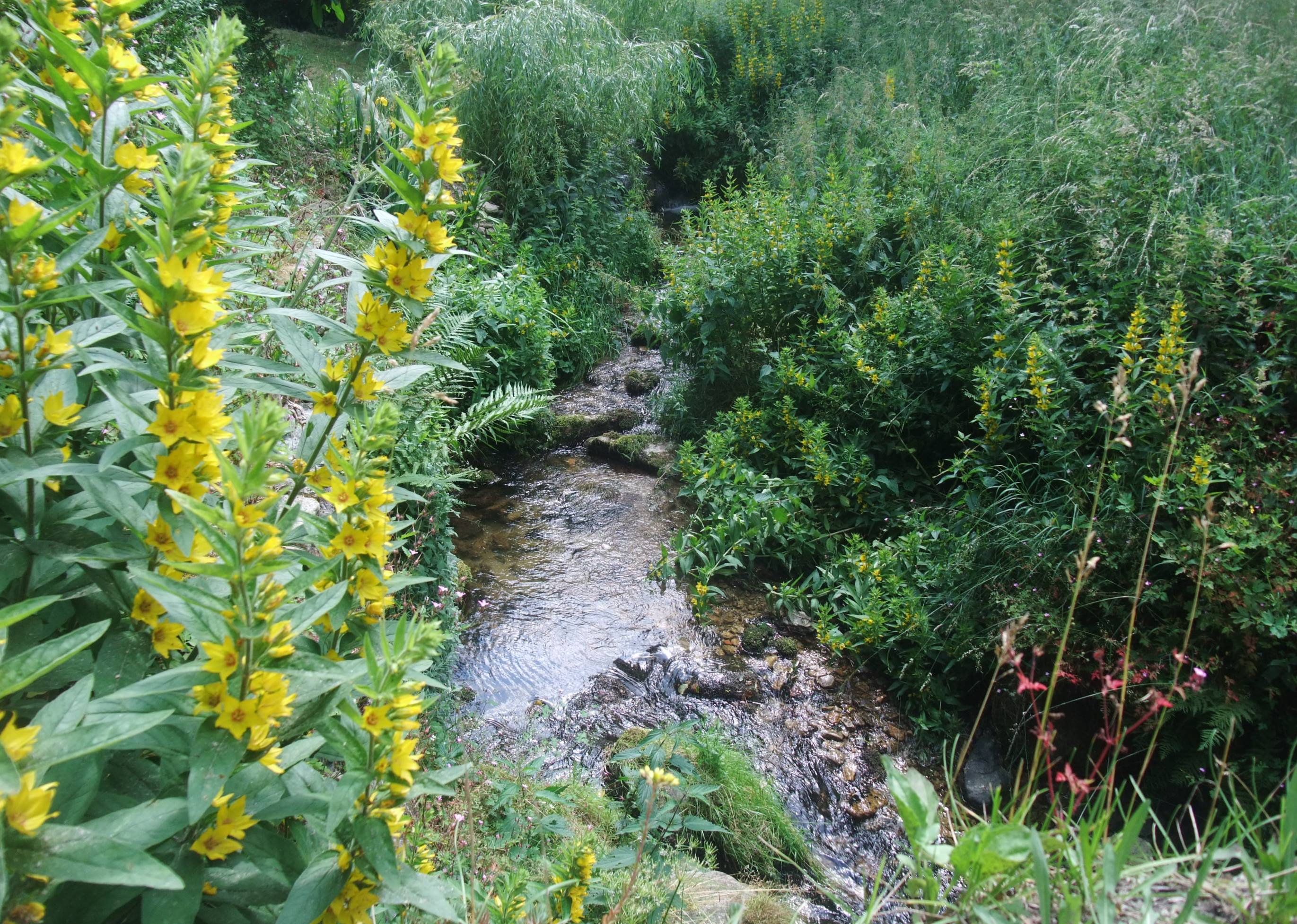
La Cance au hameau du Lentier.

## Urbanisme

### Typologie
Au 1er janvier 2024, Saint-Julien-Vocance est catégorisée commune rurale à habitat dispersé, selon la nouvelle grille communale de densité à 7 niveaux définie par l'Insee en 2022.
Elle est située hors unité urbaine. Par ailleurs la commune fait partie de l'aire d'attraction d'Annonay, dont elle est une commune de la couronne,. Cette aire, qui regroupe 37 communes, est catégorisée dans les aires de 50 000 à moins de 200 000 habitants,.

### Occupation des sols
L'occupation des sols de la commune, telle qu'elle ressort de la base de données européenne d’occupation biophysique des sols Corine Land Cover (CLC), est marquée par l'importance des forêts et milieux semi-naturels (93,8 % en 2018), une proportion identique à celle de 1990 (93,8 %). La répartition détaillée en 2018 est la suivante : 
forêts (89,8 %), zones agricoles hétérogènes (6 %), milieux à végétation arbustive et/ou herbacée (4 %), prairies (0,2 %).
L'évolution de l’occupation des sols de la commune et de ses infrastructures peut être observée sur les différentes représentations cartographiques du territoire : la carte de Cassini (XVIIIe siècle), la carte d'état-major (1820-1866) et les cartes ou photos aériennes de l'IGN pour la période actuelle (1950 à aujourd'hui).

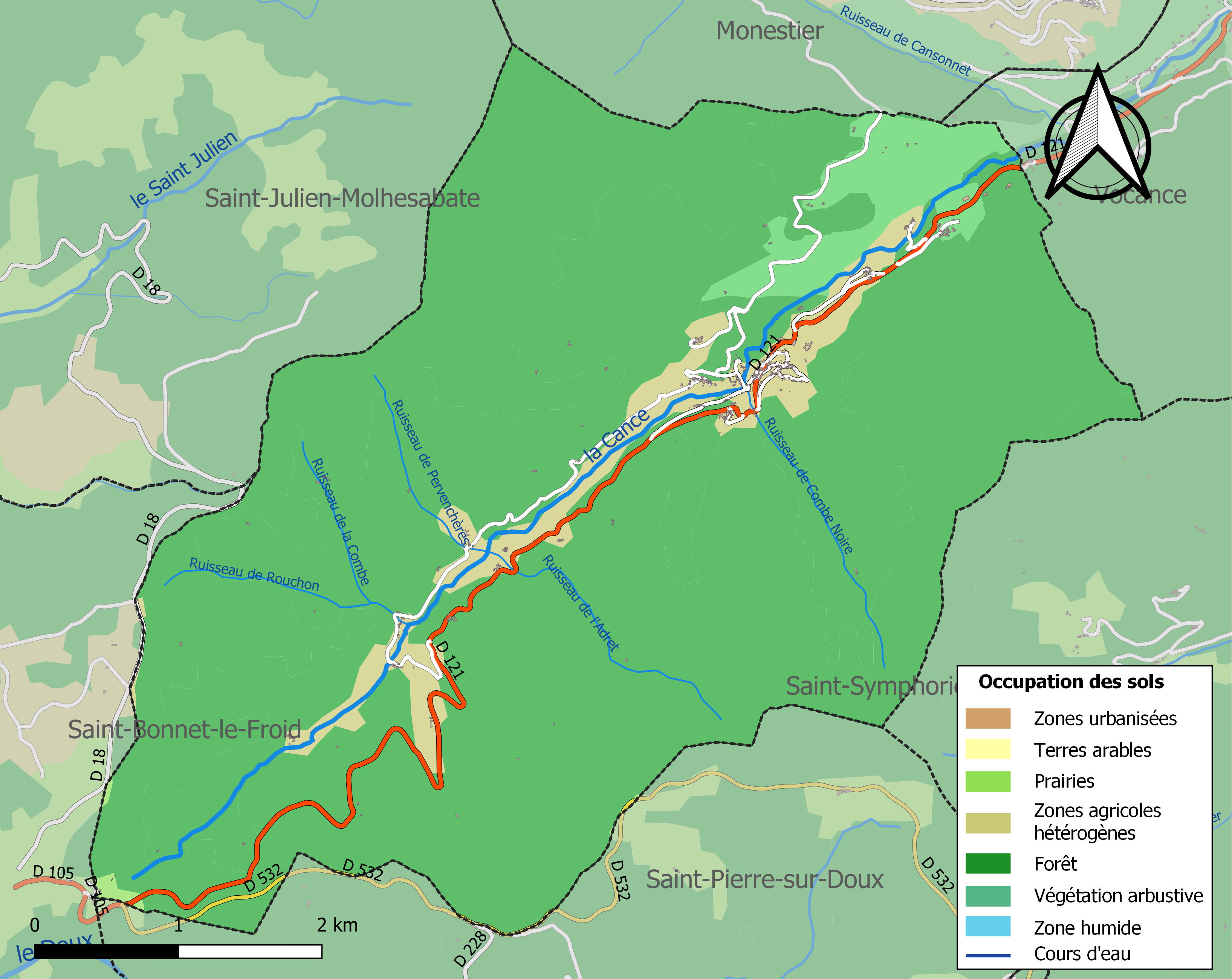
Carte des infrastructures et de l'occupation des sols de la commune en 2018 (CLC).

## Toponymie
On trouve comme noms à la paroisse : en 1152, saint Julien de Lent. En 1275, saint Julianus. Au XIVe siècle, saint Julianus in Valcancia. En 1464, saint Jullien empres Valcance. En 1505 : santi juliani vallis cantia. En 1793 : Vocansel.

## Histoire

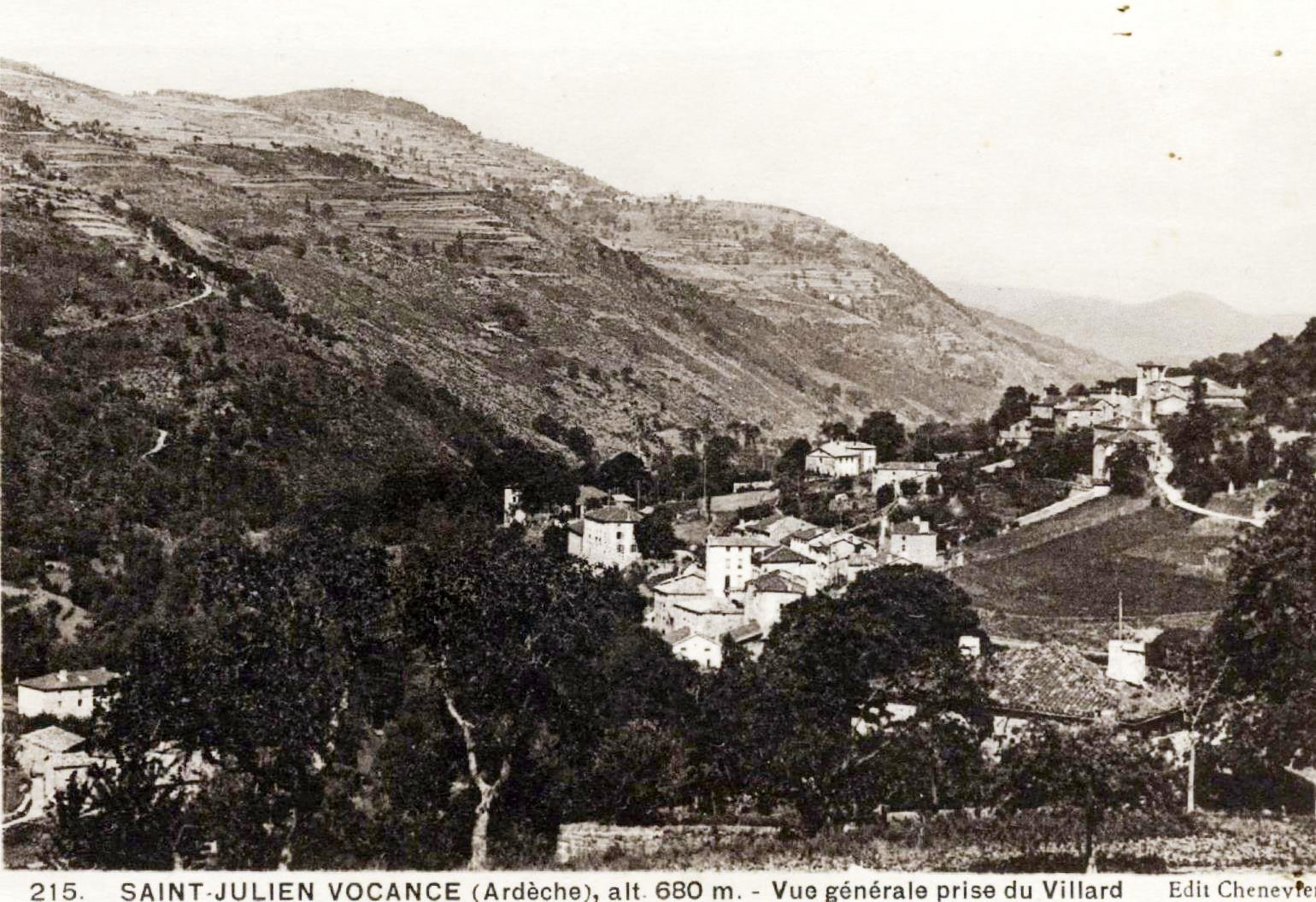
Au début du XXe siècle, une grande partie des terrains était encore cultivée, notamment en exposition sud. Au fond, en hauteur, le village du Monestier.

Pendant longtemps, Saint-Julien est restée une commune bien peuplée avec 1 200 habitants. Mais les fermiers qui vivaient d'agriculture et d'exploitation forestière ont peu à peu abandonné leur activité. Cela se traduit dans le paysage par la disparition des prairies au profit de la forêt. Il ne reste plus qu'une seule ferme active sur la commune, au col des Baraques, qui conserve le paysage ouvert.
Deux scieries maintiennent l'activité forestière, qui peut profiter de 1 900 hectares de sapinières. Mais la forêt produit aussi myrtilles et champignons. Ses sapinières et ses hêtraies de moyenne montagne sont considérées comme des caractéristiques à protéger en tant qu'« espace naturel sensible ». Les plus imaginatifs en font le domaine des Afars, lutins farceurs d'Ardèche du Nord.
Les anciennes fermes sont souvent devenues des résidences secondaires. L'habitat permanent est resté cantonné dans la vallée et semble maintenant se stabiliser autour de 250 habitants. Le prix bon marché des terrains facilite de nouvelles installations.
Le village a perdu cinq des six cafés qu'il possédait avant. Mais il a maintenant une auberge restaurant, réalisée avec l'aide de la municipalité. Il a aussi conservé un bureau de poste, installé à la mairie.

## Politique et administration

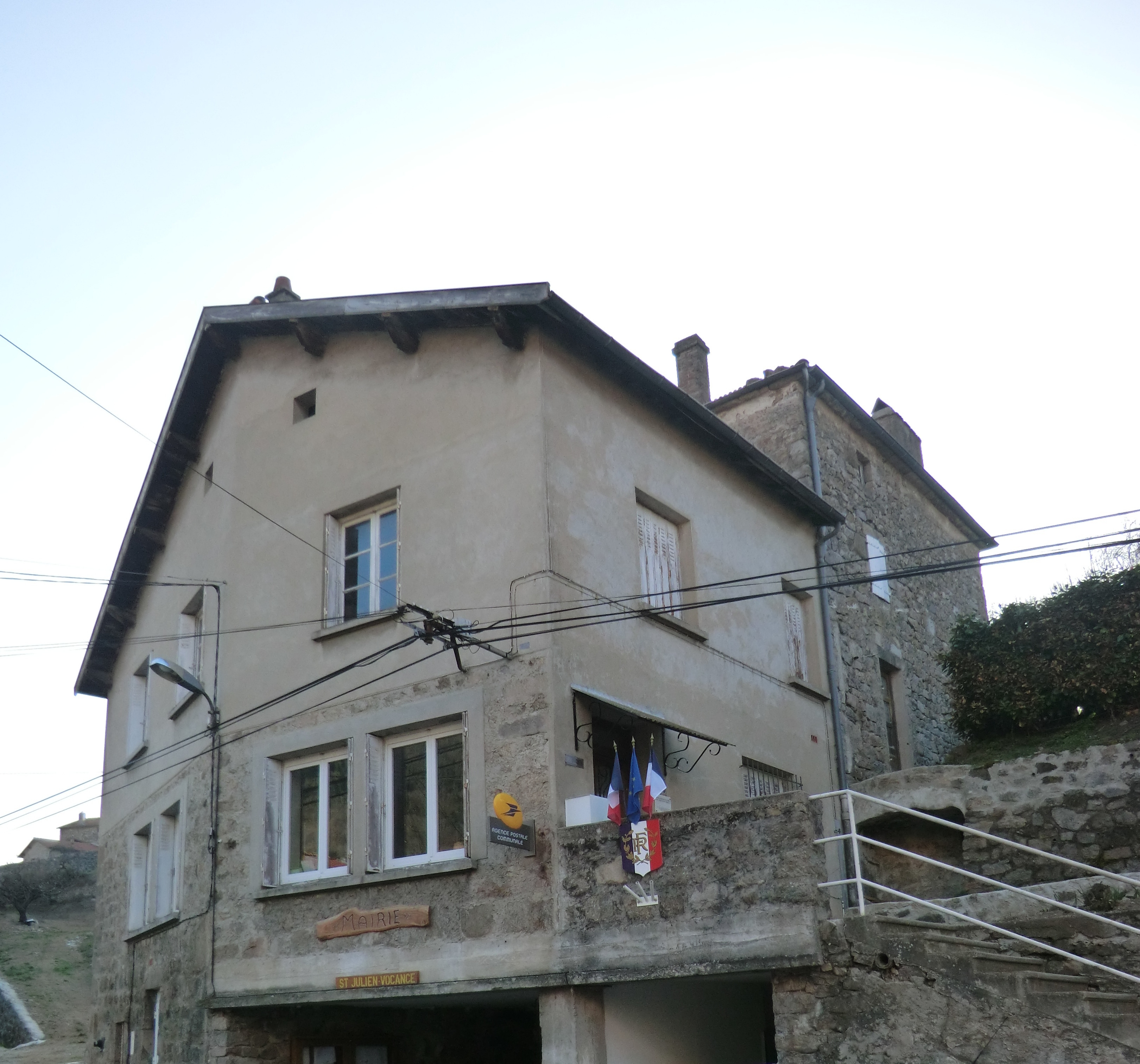
Mairie du village.

### Liste des maires
| Période                                  | Période                   | Identité           | Étiquette | Qualité           |
| ---------------------------------------- | ------------------------- | ------------------ | --------- | ----------------- |
| Les données manquantes sont à compléter. |                           |                    |           |                   |
| mars 2001                                | En cours (au 6 août 2020) | Christian Archier, | DVD       | Chef d'entreprise |

## Population et société

### Démographie
L'évolution du nombre d'habitants est connue à travers les recensements de la population effectués dans la commune depuis 1793. Pour les communes de moins de 10 000 habitants, une enquête de recensement portant sur toute la population est réalisée tous les cinq ans, les populations de référence des années intermédiaires étant quant à elles estimées par interpolation ou extrapolation. Pour la commune, le premier recensement exhaustif entrant dans le cadre du nouveau dispositif a été réalisé en 2006.

En 2022, la commune comptait 222 habitants, en évolution de −3,06 % par rapport à 2016 (Ardèche : +2,48 %, France hors Mayotte : +2,11 %).
| 1793 | 1800  | 1806  | 1821  | 1831  | 1836  | 1841  | 1846  | 1851  |
| ---- | ----- | ----- | ----- | ----- | ----- | ----- | ----- | ----- |
| 200  | 1 209 | 1 240 | 1 207 | 1 247 | 1 226 | 1 211 | 1 273 | 1 212 |

| 1856  | 1861  | 1866  | 1872  | 1876  | 1881  | 1886  | 1891  | 1896  |
| ----- | ----- | ----- | ----- | ----- | ----- | ----- | ----- | ----- |
| 1 271 | 1 239 | 1 184 | 1 085 | 1 173 | 1 207 | 1 180 | 1 192 | 1 192 |

| 1901  | 1906  | 1911  | 1921 | 1926 | 1931 | 1936 | 1946 | 1954 |
| ----- | ----- | ----- | ---- | ---- | ---- | ---- | ---- | ---- |
| 1 146 | 1 129 | 1 047 | 893  | 803  | 756  | 762  | 608  | 537  |

| 1962 | 1968 | 1975 | 1982 | 1990 | 1999 | 2006 | 2011 | 2016 |
| ---- | ---- | ---- | ---- | ---- | ---- | ---- | ---- | ---- |
| 445  | 370  | 279  | 269  | 245  | 241  | 257  | 236  | 229  |

| 2021 | 2022 | - | - | - | - | - | - | - |
| ---- | ---- | - | - | - | - | - | - | - |
| 222  | 222  | - | - | - | - | - | - | - |

### Enseignement
La commune est rattachée à l'académie de Grenoble.

### Médias
La commune est située dans l'aire de distribution de deux organes de presse régionaux :
- L'Hebdo de l'Ardèche est un journal hebdomadaire français basé à Valence. Il couvre l'actualité de tout le département de l'Ardèche.
- Le Dauphiné libéré est un journal quotidien de la presse écrite française régionale distribué dans la plupart des départements de l'ancienne région Rhône-Alpes, notamment l'Ardèche. La commune est située dans la zone d'édition d'Annonay.

### Cultes
L'église Saint-Julien et la communauté catholique de la commune dépendent de la paroisse Bienheureux Gabriel Longueville, elle-même rattachée au diocèse de Viviers.

## Économie

### La forêt
La forêt entourant la commune est majoritairement résineuse, le sapin et le douglas étant majoritaires, en exposition nord notamment. L'adret, plus pauvre, portait autrefois la vigne.
La forêt de sapins fournit du travail à un exploitant forestier, à un transporteur et à deux scieries, pour fabrication de charpente et de palettes. Le bois bénéficie d'un regain d'intérêt, mais son prix n'augmente pas. Le nombre d'entreprises a baissé, mais l'amélioration des matériels a permis de continuer à travailler un volume identique. La forêt gagne du terrain sur les terrains abandonnés, et tous les secteurs ne sont pas forcément exploitables. Des pistes restent cependant entretenues sur toute la commune. Elles permettent au moins la promenade ou la cueillette.

## Culture locale et patrimoine

### L'égliseSaint-Juliende Saint-Julien-Vocance

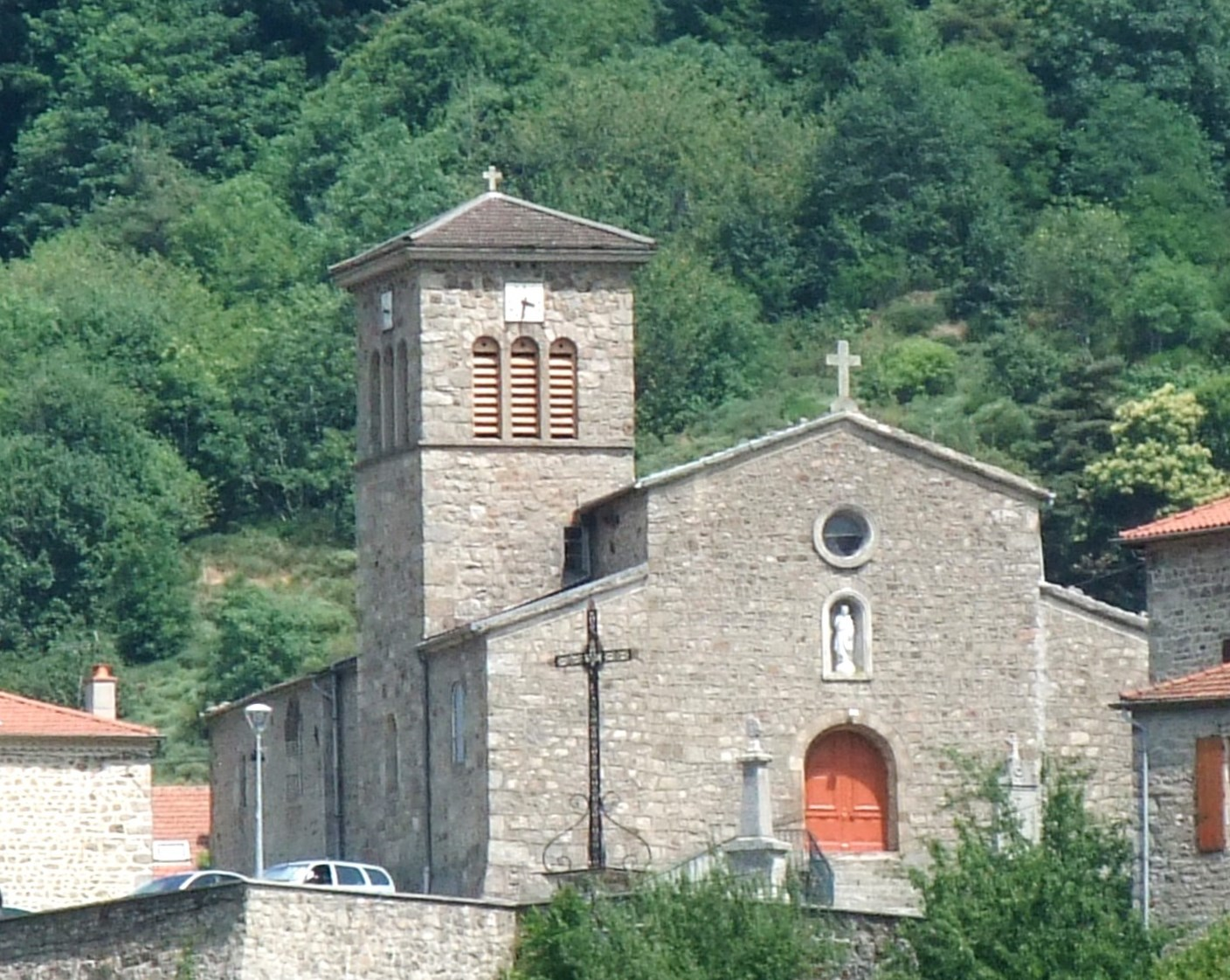
L'église de Saint-Julien-Vocance.

Ses façades en bon état et son clocher carré dominent le village. Son style est globalement roman, mais l'ensemble du bâtiment ne semble pas excessivement ancien.
La première mention attestée d'une église date de 1152. Elle dépendait alors de l'abbaye Saint-Barnard de Romans. Elle était déjà dédiée à saint Julien. Elle est aujourd'hui rattachée à la paroisse catholique « Bienheureux Gabriel Longueville » ,,.
Sa nef offre, à l'intérieur, une surface importante. Des murs d'un mètre d'épaisseur la séparent de ses bas-côtés. Une pierre de voûte porte la date de 1776.
Pour le chœur, on sait au moins qu'il a été rajouté vers 1888. Le clocher a été surélevé en 1956-58. Le sol de l'église a été refait en 1961. L'intérieur a été restauré en 1973-74.
À l'extérieur de l'église, sur le côté, une stèle installée en 1937 rappelle l'exécution, en 1794, du jeune curé de l'époque : « À la pieuse et glorieuse mémoire/ de Pierre François d'Allemand/ curé de Saint-Julien Vocance/ mai 1790 à août 1794/ décapité pour la Foi/ victime de son zèle héroïque/ à Privas le 18 Thermidor 1794/ à l'âge de 30 ans. »
Face à la porte d'entrée, le monument aux morts rappelle le nom des 42 morts de la guerre de 14-18.

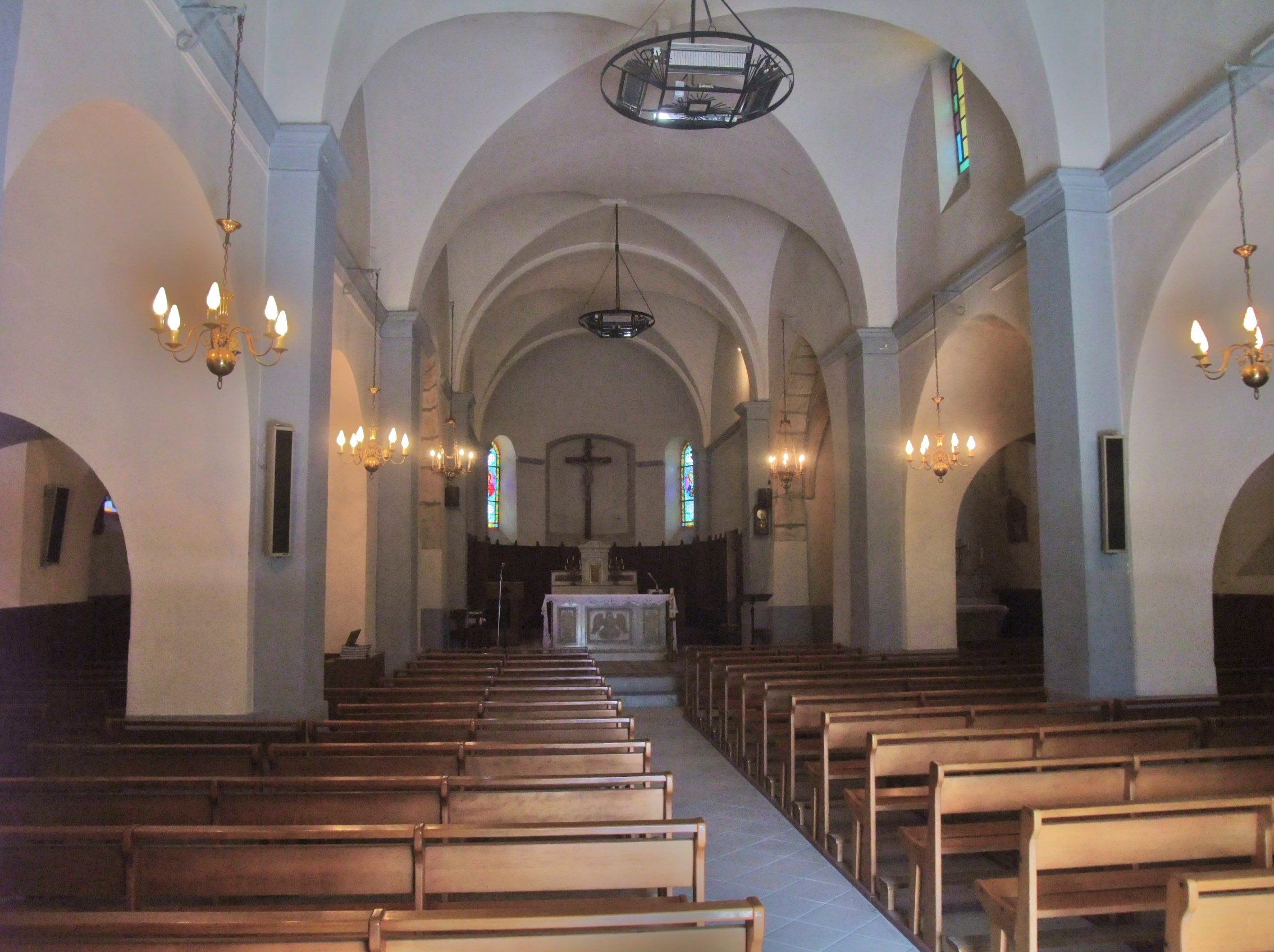
Un intérieur d'église solide en style roman.
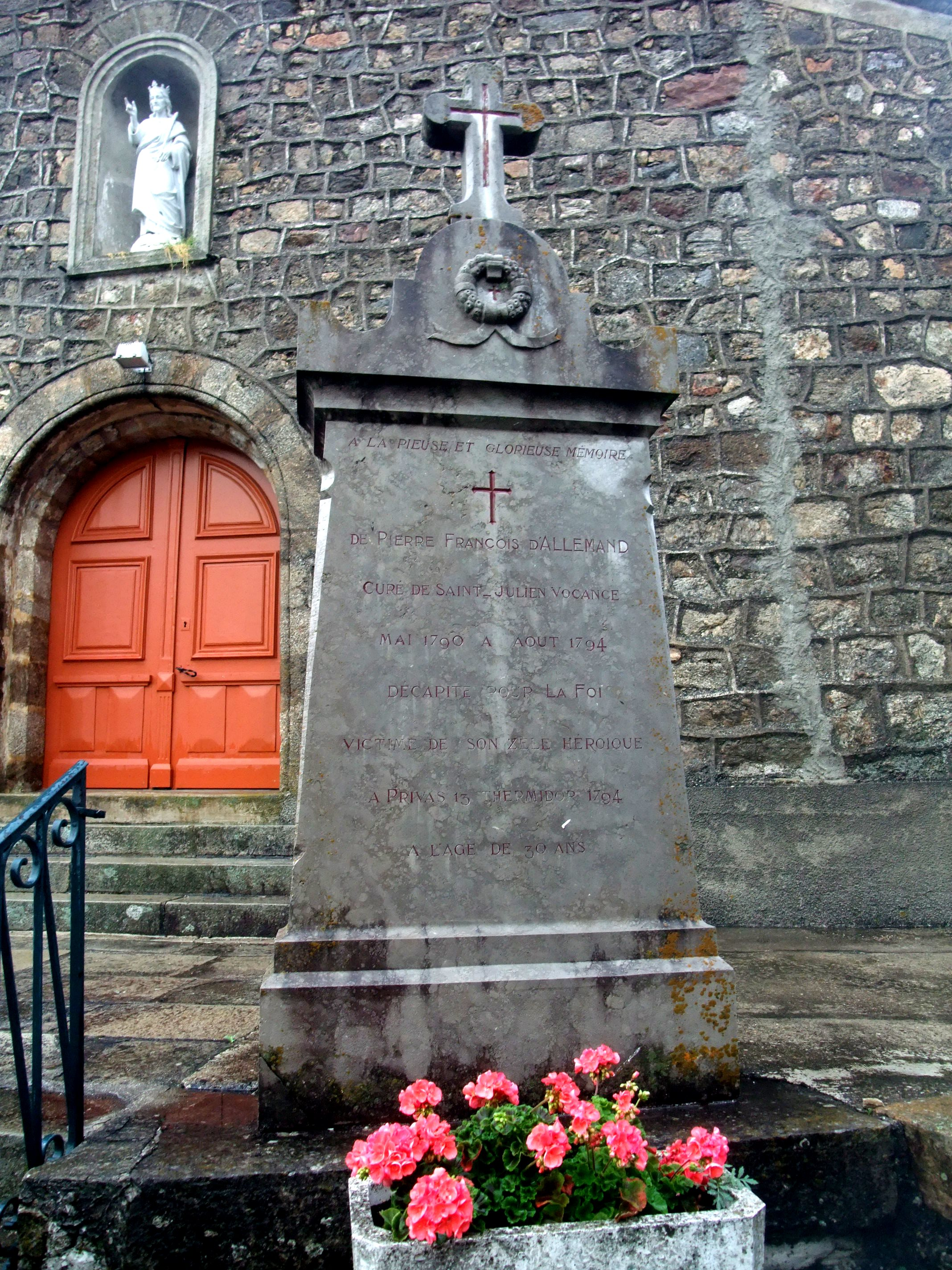
En souvenir du jeune curé guillotiné.

### La grotte deNotre-Dame de Lourdes

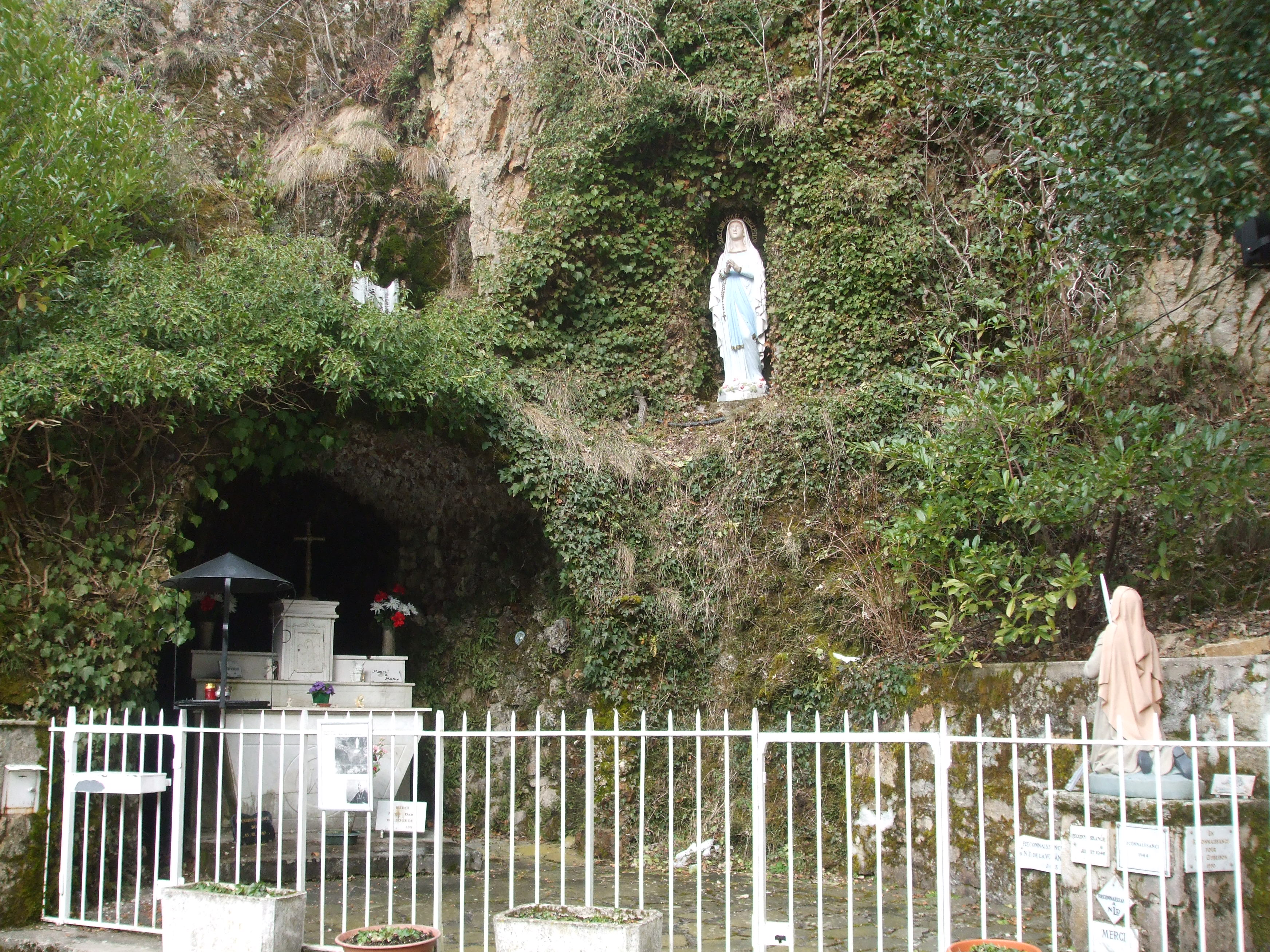
Réplique de la grotte de Lourdes.

À la sortie du village, une réplique de la grotte de Notre-Dame de Lourdes se situe sur une hauteur. Elle a été construite entre 1914 et 1916 à l'initiative de l'abbé Archier, curé du village et elle a été restaurée après le passage de la tempête Martin en 2000. Elle accueille chaque année une messe en plein air le soir du 15 août.

### Les sources de la Cance
Depuis 2012, des trajets balisés permettent aux promeneurs de remonter en pente douce le cours de la Cance, rives droite et gauche, sur des chemins larges, goudronnés ou en terre. Quatre boucles sont proposées, de 5, 8, 10 et 14 km au départ de Saint-Julien. La plus longue rejoint la source la plus éloignée, sous le col des Baraques. Sur le trajet, des panneaux thématiques présentent le milieu naturel et notamment la vie aquatique et la place de l'eau.

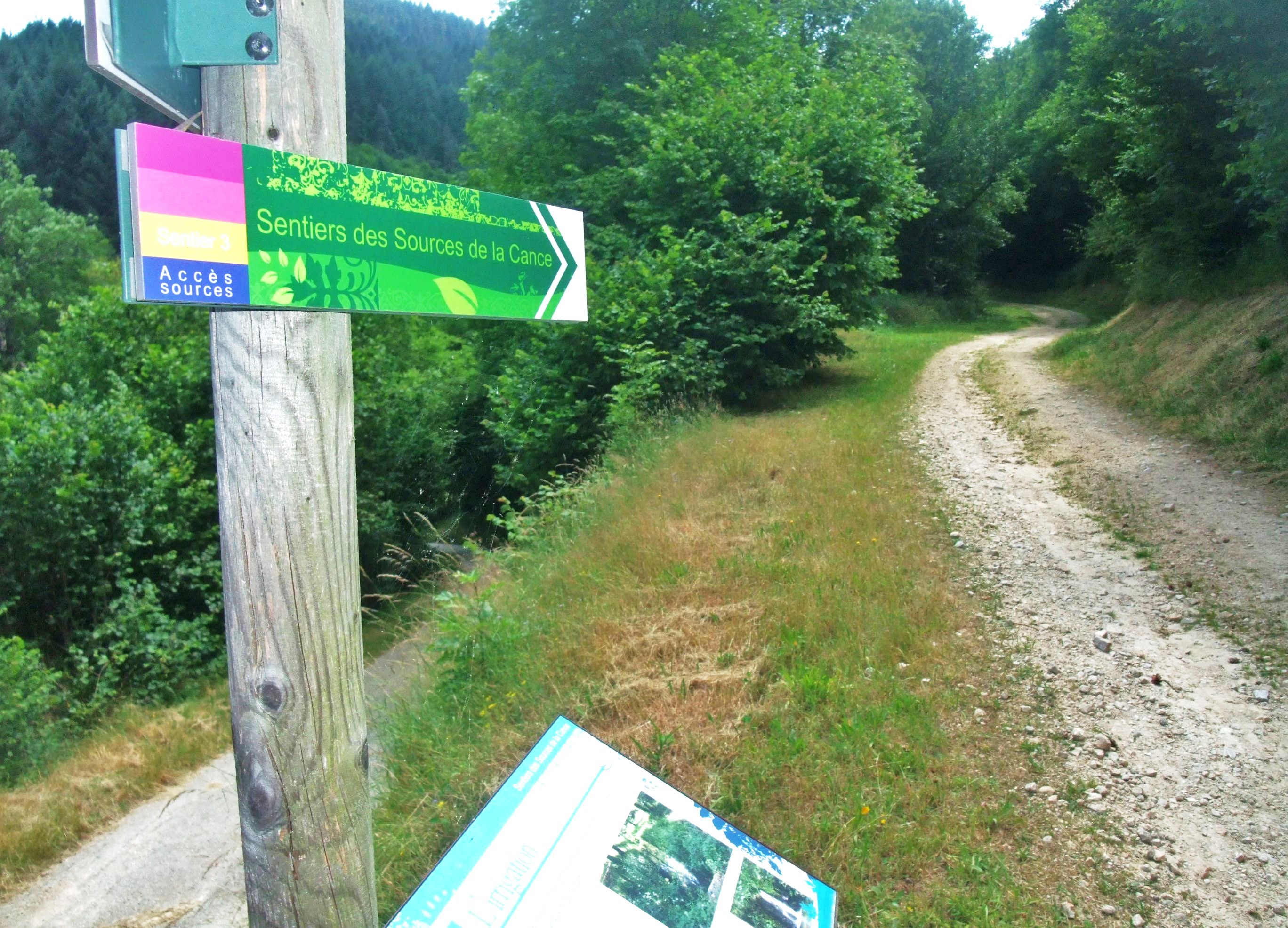
Sentiers des sources de la Cance.
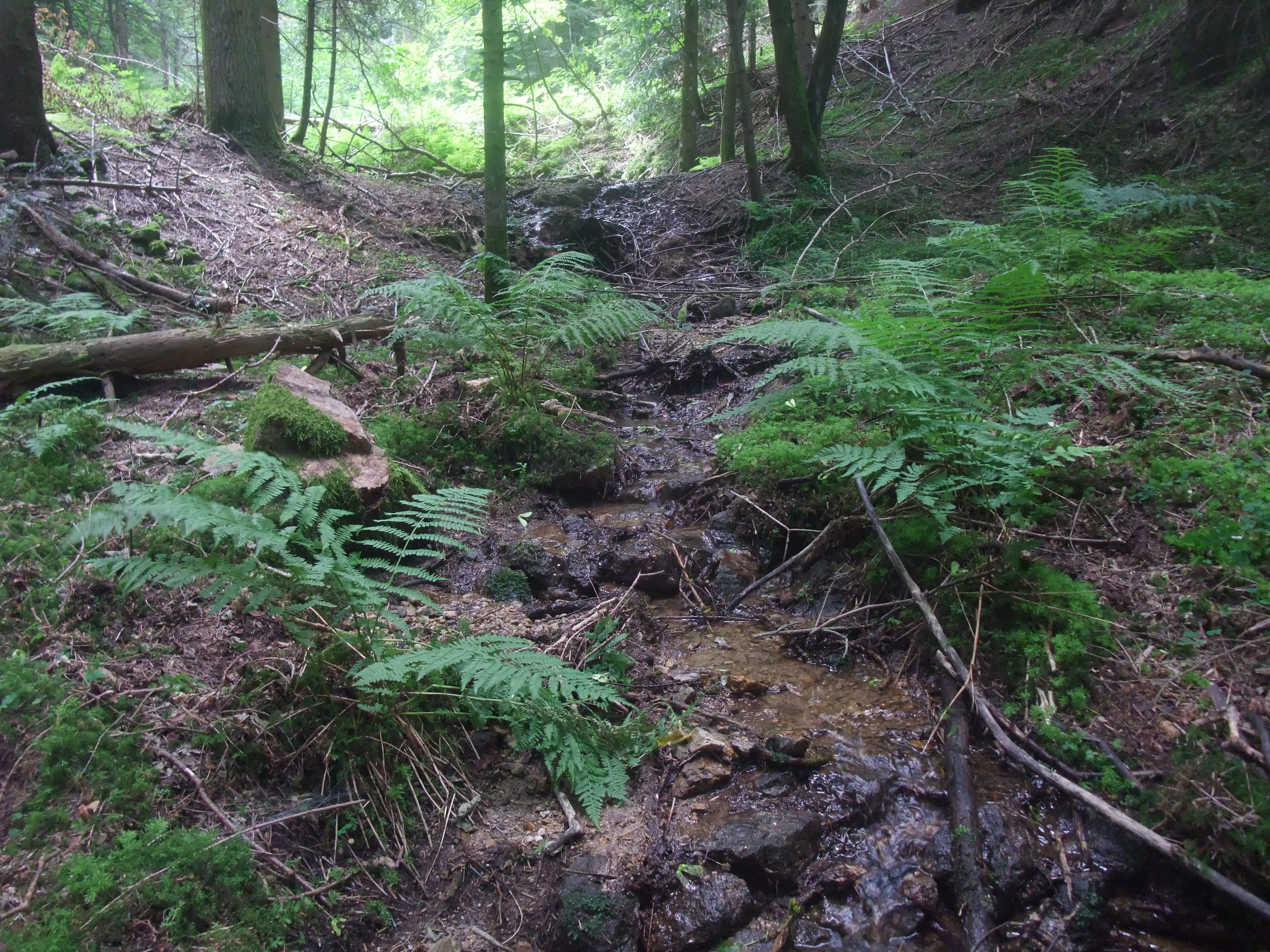
La Cance à sa source.

### Héraldique
|  | Saint-Julien-Vocance possède des armoiries dont l'origine et le blasonnement exact ne sont pas disponibles. |

### Sources et bibliographie
- Bernard Vial, André Coront-Ducluzeau, 1789-1799 : la Révolution française en vallée de la Vocance, 1989.
- Bernard Vial, Vocance en Vivarais : des origines au début du XIXe siècle, 1983.
- Albin Mazon, Voyage autour d'Annonay, 1901.
- Guide officiel de l'Union Touristique Ardèche Verte, 1991.
- Archives municipales.
- Reportages du Dauphiné libéré et notamment articles du 8 août 2013 de François Bassaget.
- Yves Boulanger, « Les transports à Saint-Julien-Vocance : dans cahier consacré à La saga du car en Ardèche », Cahier de Mémoire d'Ardèche et Temps Présent, no 163,‎ 15 septembre 2024